# Ванга (посёлок)
Ванга — упразднённый посёлок в Зейском районе Амурской области России. Исключен из учётных данных в 1974 году.

## География
Посёлок располагался в верховье реки Ванга (приток Унахи), на расстоянии примерно 13 километров (по прямой) к северо-западу поселка Береговой.

## История
Возник как прииск.
Решением Амурского исполкома от 7 июня 1974 года № 253, посёлок Ванга исключен из учётных данных как несуществующий.